# Aloe multifaria
Aloe multifaria é uma espécie de liliopsida do gênero Aloe, pertencente à família Asphodelaceae.